# Fredric Landelius
Fredric Landelius   (Eksjö, 8 d'octubre de 1884 - Borås, 2 de setembre de 1931) va ser un tirador suec que va competir durant la dècada de 1920.
El 1920, una vegada finalitzada la Primera Guerra Mundial, va prendre part en els Jocs Olímpics d'Anvers, on va disputar quatre proves del programa de tir. Va guanyar la medalla de plata en les proves de tir al cérvol, doble tret individual i tir al cérvol, doble tret per equips i la de bronze en la de fossa olímpica per equips. En la prova de tir al cérvol, tret simple per equips fou sisè.
Quatre anys més tard, als Jocs de París, disputà sis proves del programa de tir. Guanyà la medalla de plata en la prova de tir al cérvol, tret simple per equips, i la de bronze en la prova de tir al cérvol, doble tret per equips. En les proves de tir al cérvol, doble tret i fossa olímpica per equips fou quart, mentre en les altres dues proves disputades acabà més enllà de la desena posició.